# Mycosphaerella madeirae
Mycosphaerella madeirae är en svampart som beskrevs av Crous & Denman 2004. Mycosphaerella madeirae ingår i släktet Mycosphaerella och familjen Mycosphaerellaceae.   Inga underarter finns listade i Catalogue of Life.